# ارين ريان
ارين ريان (بالإنجليزية: Warren Ryan)‏ هو لاعب دوري الرغبي أسترالي، ولد في 27 أكتوبر 1941.

## روابط خارجية
- ارين ريان على موقع النتائج التاريخية لألعاب القوى الأسترالية (الإنجليزية)